# Nahr al-Kabir al-Shamali
Nahr al-Kabir al-Shamali (în arabă النهر الكبير الشمالي, lit. marele râu nordic) este un râu în Guvernoratul Latakia, Siria.

## Istoric
În perioada Ugarită, râul a fost cunoscut sub numele de „Raḥbānu”.

## Curs
Râul Al-Kabir al-Shamali 1zvorăște din lanțul muntos de coastă sirian, la nord-vestil Siriei la frontierele turcești, și trece printr-o zonă de câmpie la sud-vest pentru a se revărsa în cele din urmă în Marea Mediterană la sud de Latakia.

## Baraje
- Barajul 16 Tishreen, construit pentru a fi utilizat în generarea de energie electrică, depozitarea apelor pluviale și fluviale, precum și crearea lacului Mashqita pentru pescuit și turism.[2]
- Barajul Baradun, este un alt baraj aflat în construcție pe râu situat la nord de cel precedent.[3] Totuși, construcția a fost oprită în timpul Războiului Civil Sirian.[4]